# 다카라즈카 가극단 62기생
다카라즈카 가극단 62기생은 1974년 다카라즈카 음악학교에 입학, 1976년 다카라즈카 가극단에 입단한 48명을 가리킨다.

## 개요
초무대 연목은 호시구미 공연 「베르사이유의 장미III」.
1977년 5월 17일자로 조배속이 이루어졌다.

## 주요 학생

### OG
- 휴가 카오루 : 전 호시구미 톱스타
- 세가와 카에 : 전 하나구미 남역

### 현역
- 나츠미 요우 : 전과 남역

## 일람
| 예명            | 생일      | 출신지                     | 출신 학교                            | 예명의 유래                          | 애칭                 | 역할 | 퇴단년도 | 비고                                          |
| --------------- | --------- | -------------------------- | ------------------------------------ | ------------------------------------ | -------------------- | ---- | -------- | --------------------------------------------- |
| 朱穂芽美        | 11월 25일 | 오사카부 이케다시          | 다카라즈카중학교                     | 내내 아름 답게 있고 싶다의 소원      | 에미, 포쵸, 메미짱   | 여역 | 1982년   |                                               |
| 아케호 메미     | 11월 25일 | 오사카부 이케다시          | 다카라즈카중학교                     | 내내 아름 답게 있고 싶다의 소원      | 에미, 포쵸, 메미짱   | 여역 | 1982년   |                                               |
| 飛鳥裕          | 3월 12일  | 효고현 니시노미야시        | 니시노미야시립니시노미야고등학교     | 자신이 좋아하는 이름으로 고안        | 나가                 | 남역 | 2018년   |                                               |
| 아스카 유우     | 3월 12일  | 효고현 니시노미야시        | 니시노미야시립니시노미야고등학교     | 자신이 좋아하는 이름으로 고안        | 나가                 | 남역 | 2018년   |                                               |
| 亜実じゅん      | 1월 5일   | 도쿄도 에도가와구          | 슈쿠토쿠가쿠엔고등학교               | 열매를 맺는 무대인이 될 수 있도록    | 아미, 밋치           | 남역 | 1996년   |                                               |
| 아미 준         | 1월 5일   | 도쿄도 에도가와구          | 슈쿠토쿠가쿠엔고등학교               | 열매를 맺는 무대인이 될 수 있도록    | 아미, 밋치           | 남역 | 1996년   |                                               |
| 綾羽絽美        | 8월 6일   | 효고현 카와니시시          | 니시미도리다이고등학교               | 아빠가 고안                          | 윳코, 츠쿠           | 남역 | 1988년   |                                               |
| 아야하 로미     | 8월 6일   | 효고현 카와니시시          | 니시미도리다이고등학교               | 아빠가 고안                          | 윳코, 츠쿠           | 남역 | 1988년   |                                               |
| 有紗ゆ美か      | 2월 24일  | 효고현 다카라즈카시        | 히바리가오카가쿠엔                   |                                      | 야코, 아리사, 링고짱 | 여역 | 1984년   | 후에 아리사 유리로 개명 (有紗ゆり)            |
| 아리사 유미카   | 2월 24일  | 효고현 다카라즈카시        | 히바리가오카가쿠엔                   |                                      | 야코, 아리사, 링고짱 | 여역 | 1984년   | 후에 아리사 유리로 개명 (有紗ゆり)            |
| 伊吹あい        | 2월 2일   | 효고현 아마가사키시        | 무코가와가쿠인중학교                 | 자기가 고안                          | 케메                 | 남역 | 1984년   |                                               |
| 이부키 아이     | 2월 2일   | 효고현 아마가사키시        | 무코가와가쿠인중학교                 | 자기가 고안                          | 케메                 | 남역 | 1984년   |                                               |
| 江原美琴        | 3월 15일  | 효고현 고베시              | 쇼인죠시가쿠인                       |                                      | 카호루짱             | 여역 | 1989년   |                                               |
| 에바라 미코토   | 3월 15일  | 효고현 고베시              | 쇼인죠시가쿠인                       |                                      | 카호루짱             | 여역 | 1989년   |                                               |
| 江美千夏        | 8월 5일   | 오사카부                   | 이바라키히가시중학교                 |                                      | 맛코, 미루키-        | 남역 | 1983년   |                                               |
| 에미 치나츠     | 8월 5일   | 오사카부                   | 이바라키히가시중학교                 |                                      | 맛코, 미루키-        | 남역 | 1983년   |                                               |
| 折鶴蘭          | 3월 10일  | 효고현 고베시              | 히로아키죠가쿠인 고등부              | 존경하는 은사가 명명                 | 아도                 | 남역 | 1983년   |                                               |
| 오리즈루 란     | 3월 10일  | 효고현 고베시              | 히로아키죠가쿠인 고등부              | 존경하는 은사가 명명                 | 아도                 | 남역 | 1983년   |                                               |
| 和佐まき        | 7월 13일  | 효고현 니시노미야시        | 야치요고등학교                       | 출신지 본명                          | 마키짱               | 남역 | 1981년   |                                               |
| 카즈사 마키     | 7월 13일  | 효고현 니시노미야시        | 야치요고등학교                       | 출신지 본명                          | 마키짱               | 남역 | 1981년   |                                               |
| 花鳥いつき      | 1월 5일   | 효고현 고베시              | 고베야마테가쿠엔                     | 꽃이 핌 새처럼 날개를 펴다           | 킷코                 | 여역 | 1990년   |                                               |
| 카쵸 이츠키     | 1월 5일   | 효고현 고베시              | 고베야마테가쿠엔                     | 꽃이 핌 새처럼 날개를 펴다           | 킷코                 | 여역 | 1990년   |                                               |
| 加茂千条        | 7월 5일   | 교토부 교토시              | 교토세이카여자고등학교               | 출신지에서 따서 엄마가 고안          | 코토                 | 남역 | 1987년   |                                               |
| 카모 센쥬       | 7월 5일   | 교토부 교토시              | 교토세이카여자고등학교               | 출신지에서 따서 엄마가 고안          | 코토                 | 남역 | 1987년   |                                               |
| 如月巳麗        | 8월 12일  | 후쿠오카현 키타큐슈시      | 세이도중학교                         | 자기가 고안                          | 오가                 | 남역 | 1982년   |                                               |
| 키사라기 미레이 | 8월 12일  | 후쿠오카현 키타큐슈시      | 세이도중학교                         | 자기가 고안                          | 오가                 | 남역 | 1982년   |                                               |
| 霧島仟          | 11월 5일  | 오사카부 오사카시          | 니시요도중학교                       | 아빠와 고안                          | 리에짱               | 남역 | 1980년   |                                               |
| 키리시마 센     | 11월 5일  | 오사카부 오사카시          | 니시요도중학교                       | 아빠와 고안                          | 리에짱               | 남역 | 1980년   |                                               |
| 幸直美          | 5월 11일  | 효고현 니시노미야시        | 가쿠분중학교                         | 행복할 수 있기를                     | 나오미               | 여역 | 1979년   |                                               |
| 코우 나오미     | 5월 11일  | 효고현 니시노미야시        | 가쿠분중학교                         | 행복할 수 있기를                     | 나오미               | 여역 | 1979년   |                                               |
| 琴月千湖        | 3월 15일  | 시가현 오오츠시            | 슈쿠가와가쿠인 고등부                | 비와호에서 따서 숙부가 명명          | 미코                 | 여역 | 1988년   |                                               |
| 코토즈키 치코   | 3월 15일  | 시가현 오오츠시            | 슈쿠가와가쿠인 고등부                | 비와호에서 따서 숙부가 명명          | 미코                 | 여역 | 1988년   |                                               |
| 里美宏          | 11월 3일  | 효고현 다카라즈카시        | 다카라즈카고등학교                   | 존경하는 선생님이 명명               | 루카                 | 남역 | 1980년   |                                               |
| 사토 미히로     | 11월 3일  | 효고현 다카라즈카시        | 다카라즈카고등학교                   | 존경하는 선생님이 명명               | 루카                 | 남역 | 1980년   |                                               |
| 汐みつる        | 8월 5일   | 도쿄도 신주쿠구            | 야마자키가쿠엔후지미고등학교         | 엄마가 고안                          | 타무, 마-            | 남역 | 1979년   |                                               |
| 시오 미츠루     | 8월 5일   | 도쿄도 신주쿠구            | 야마자키가쿠엔후지미고등학교         | 엄마가 고안                          | 타무, 마-            | 남역 | 1979년   |                                               |
| 瀬川佳英        | 12월 14일 | 오사카부 이케다시          | 바이카가쿠엔                         | 기분 좋은 시냇물 소리의 의미         | 피노키               | 남역 | 1989년   |                                               |
| 세가와 카에     | 12월 14일 | 오사카부 이케다시          | 바이카가쿠엔                         | 기분 좋은 시냇물 소리의 의미         | 피노키               | 남역 | 1989년   |                                               |
| 高瀬美亜        | 1월 1일   | 토치기현 시오야마치        | 우츠노미야카이세이죠시가쿠인고등학교 |                                      | 겐, 시마짱           | 남역 | 1985년   |                                               |
| 타카세 미아     | 1월 1일   | 토치기현 시오야마치        | 우츠노미야카이세이죠시가쿠인고등학교 |                                      | 겐, 시마짱           | 남역 | 1985년   |                                               |
| 高峰はるか      | 5월 30일  | 야마구치현 쿠다마츠시      | 히바리가오카가쿠엔                   |                                      | 쵸코, 쇼코           | 남역 | 1980년   |                                               |
| 타카미네 하루카 | 5월 30일  | 야마구치현 쿠다마츠시      | 히바리가오카가쿠엔                   |                                      | 쵸코, 쇼코           | 남역 | 1980년   |                                               |
| 立木夕雨        | 8월 25일  | 아이치현 나고야시          | 킨죠가쿠인                           |                                      | 샤치, 삿짱           | 남역 | 1981년   |                                               |
| 타츠키 유우     | 8월 25일  | 아이치현 나고야시          | 킨죠가쿠인                           |                                      | 샤치, 삿짱           | 남역 | 1981년   |                                               |
| 千波翔          | 10월 28일 | 아이치현 나고야시          | 나가쿠테중학교                       | 천의 파도를 넘어 크게 비상하도록     | 쿠냐, 치나미         | 남역 | 1983년   |                                               |
| 치나미 쇼       | 10월 28일 | 아이치현 나고야시          | 나가쿠테중학교                       | 천의 파도를 넘어 크게 비상하도록     | 쿠냐, 치나미         | 남역 | 1983년   |                                               |
| 千速紘実        | 11월 26일 | 도쿄도 츄오구              | 아토미가쿠엔                         |                                      | 노리                 | 남역 | 1984년   |                                               |
| 치하야 히로미   | 11월 26일 | 도쿄도 츄오구              | 아토미가쿠엔                         |                                      | 노리                 | 남역 | 1984년   |                                               |
| 千帆さやか      | 3월 7일   | 오사카부 오사카시          | 바이카고등학교                       |                                      | 헤챠, 카-코          | 남역 | 1982년   |                                               |
| 치호 사야카     | 3월 7일   | 오사카부 오사카시          | 바이카고등학교                       |                                      | 헤챠, 카-코          | 남역 | 1982년   |                                               |
| 九十九恭        | 7월 7일   | 나가사키현 사세보시        | 후쿠이시중학교                       |                                      | 쿄짱, 카니           | 남역 | 1984년   | 후에 유우키 쿄로 개명 (優木京)                |
| 츠쿠시 쿄우     | 7월 7일   | 나가사키현 사세보시        | 후쿠이시중학교                       |                                      | 쿄짱, 카니           | 남역 | 1984년   | 후에 유우키 쿄로 개명 (優木京)                |
| つづれ沙実      | 5월 20일  | 도쿄도 분쿄구              | 아토미가쿠엔고등학교                 |                                      | 캬티, 사미           | 남역 | 1977년   |                                               |
| 츠즈레 사미     | 5월 20일  | 도쿄도 분쿄구              | 아토미가쿠엔고등학교                 |                                      | 캬티, 사미           | 남역 | 1977년   |                                               |
| 知直冬          | 6월 26일  | 도쿄도 나카노구            | 일본음악고등학교                     |                                      | 아사미짱, 리부       | 남역 | 1982년   |                                               |
| 토모 치후유     | 6월 26일  | 도쿄도 나카노구            | 일본음악고등학교                     |                                      | 아사미짱, 리부       | 남역 | 1982년   |                                               |
| 夏ますみ        | 1월 17일  | 도쿄도 미나토구            | 토요에이와죠가쿠인                   |                                      | 낫츠                 | 여역 | 1980년   |                                               |
| 나츠 마스미     | 1월 17일  | 도쿄도 미나토구            | 토요에이와죠가쿠인                   |                                      | 낫츠                 | 여역 | 1980년   |                                               |
| 夏美よう        | 2월 18일  | 군마현                     | 쿄오아이가쿠엔                       | 후카미도리 나츠요 (25)가 명명        | 핫치, 쿳쿤           | 남역 |          |                                               |
| 나츠미 요우     | 2월 18일  | 군마현                     | 쿄오아이가쿠엔                       | 후카미도리 나츠요 (25)가 명명        | 핫치, 쿳쿤           | 남역 |          |                                               |
| 奈々央とも      | 5월 13일  | 오사카부 오사카시          | 호우바이중학교학교                   |                                      | 레오, 토모           | 남역 | 1988년   |                                               |
| 나나오 토모     | 5월 13일  | 오사카부 오사카시          | 호우바이중학교학교                   |                                      | 레오, 토모           | 남역 | 1988년   |                                               |
| 花咲かおり      | 12월 4일  | 효고현 고베시              | 소노다가쿠엔고등학교                 | 누구에게나 사랑받도록                | 카오리               | 여역 | 1980년   |                                               |
| 하나사키 카오리 | 12월 4일  | 효고현 고베시              | 소노다가쿠엔고등학교                 | 누구에게나 사랑받도록                | 카오리               | 여역 | 1980년   |                                               |
| 春乃美里花      | 12월 15일 | 효고현 고베시              | 히로아키죠가쿠인                     |                                      | 미리, 카스미짱       | 여역 | 1980년   |                                               |
| 하루노 미리카   | 12월 15일 | 효고현 고베시              | 히로아키죠가쿠인                     |                                      | 미리, 카스미짱       | 여역 | 1980년   |                                               |
| 日向薫          | 4월 30일  | 도쿄도 미나토구            | 토요에이와죠가쿠인                   | 존경하는 사람이 명명                 | 넷시                 | 남역 | 1992년   |                                               |
| 휴가 카오루     | 4월 30일  | 도쿄도 미나토구            | 토요에이와죠가쿠인                   | 존경하는 사람이 명명                 | 넷시                 | 남역 | 1992년   |                                               |
| 冨士やよひ      | 11월 8일  | 효고현 아마가사키시        | 바이카가쿠엔                         | 존경하는 선생님이 명명               | 요-코, 야요히짱      | 여역 | 1984년   |                                               |
| 후지 야요이     | 11월 8일  | 효고현 아마가사키시        | 바이카가쿠엔                         | 존경하는 선생님이 명명               | 요-코, 야요히짱      | 여역 | 1984년   |                                               |
| 吹雪仁美        | 9월 20일  | 도쿄도 시부야구            | 짓센죠시가쿠엔고등학교               | 성명판단                             | 리-나                | 남역 | 1990년   |                                               |
| 후부키 히토미   | 9월 20일  | 도쿄도 시부야구            | 짓센죠시가쿠엔고등학교               | 성명판단                             | 리-나                | 남역 | 1990년   |                                               |
| 宝城さゆり      | 1월 3일   | 효고현 고베시              | 후키아이고등학교                     |                                      | 히-짱                | 여역 | 1984년   |                                               |
| 호죠 사유리     | 1월 3일   | 효고현 고베시              | 후키아이고등학교                     |                                      | 히-짱                | 여역 | 1984년   |                                               |
| 正規煌          | 2월 3일   | 효고현 고베시 히가시나다구 | 니가와가쿠인중학교                   |                                      | 리노                 | 남역 | 1984년   |                                               |
| 마사키 코우     | 2월 3일   | 효고현 고베시 히가시나다구 | 니가와가쿠인중학교                   |                                      | 리노                 | 남역 | 1984년   |                                               |
| 美風りざ        | 6월 15일  | 후쿠이현 카츠야마시        | 교토부립사가노고등학교               |                                      | 치루, 유키미         | 여역 | 1985년   |                                               |
| 미카제 리자     | 6월 15일  | 후쿠이현 카츠야마시        | 교토부립사가노고등학교               |                                      | 치루, 유키미         | 여역 | 1985년   |                                               |
| 美咲あゆみ      | 3월 27일  | 오사카부 토요나카시        | 바이카가쿠엔                         | 아름답게 피어 걸을 수 있도록         | 안미                 | 여역 | 1984년   |                                               |
| 미사키 아유미   | 3월 27일  | 오사카부 토요나카시        | 바이카가쿠엔                         | 아름답게 피어 걸을 수 있도록         | 안미                 | 여역 | 1984년   |                                               |
| 瑞志麻そのを    | 2월 22일  | 오사카부 오사카시          | 세이카죠시가쿠엔                     |                                      | 리라, 에이코짱       | 여역 | 1980년   |                                               |
| 미즈시마 소노오 | 2월 22일  | 오사카부 오사카시          | 세이카죠시가쿠엔                     |                                      | 리라, 에이코짱       | 여역 | 1980년   |                                               |
| 美薗珠里        | 3월 8일   | 시즈오카현 시즈오카시      | 시즈오카세이카고등학교               | 부모님이 고안                        | 소노에               | 여역 | 1982년   |                                               |
| 미소노 쥬리     | 3월 8일   | 시즈오카현 시즈오카시      | 시즈오카세이카고등학교               | 부모님이 고안                        | 소노에               | 여역 | 1982년   |                                               |
| 雅まり          | 12월 7일  | 오사카부 이케다시          | 바이카가쿠엔                         |                                      | 미야, 마리짱         | 여역 | 1984년   |                                               |
| 미야비 마리     | 12월 7일  | 오사카부 이케다시          | 바이카가쿠엔                         |                                      | 미야, 마리짱         | 여역 | 1984년   |                                               |
| 美嶺つくし      | 4월 13일  | 효고현 아마가사키시        | 고베죠가쿠인                         | 아름다운 산의 꼭대기를 지향하여      | 오카짱               | 여역 | 1984년   |                                               |
| 미레이 츠쿠시   | 4월 13일  | 효고현 아마가사키시        | 고베죠가쿠인                         | 아름다운 산의 꼭대기를 지향하여      | 오카짱               | 여역 | 1984년   |                                               |
| 雪城まりか      | 4월 3일   | 도쿄도 마치다시            | 카모메토모가쿠엔                     |                                      | 히로, 히로코짱       | 여역 | 1981년   | 엄마 미즈마치 노부코 (16) 언니 나츠키 준 (61) |
| 유키시로 마리카 | 4월 3일   | 도쿄도 마치다시            | 카모메토모가쿠엔                     |                                      | 히로, 히로코짱       | 여역 | 1981년   | 엄마 미즈마치 노부코 (16) 언니 나츠키 준 (61) |
| 竜らいか        | 4월 5일   | 카고시마현 카고시마시      | 아오야마가쿠인 고등부                | 오오타키 아이코가 명명               | 욧친                 | 남역 | 1979년   |                                               |
| 류 라이카       | 4월 5일   | 카고시마현 카고시마시      | 아오야마가쿠인 고등부                | 오오타키 아이코가 명명               | 욧친                 | 남역 | 1979년   |                                               |
| 若草かおる      | 1월 10일  | 효고현 고베시              | 고베카이세이죠시가쿠인               |                                      | 미칸, 미카짱         | 여역 | 1982년   |                                               |
| 와카쿠사 카오루 | 1월 10일  | 효고현 고베시              | 고베카이세이죠시가쿠인               |                                      | 미칸, 미카짱         | 여역 | 1982년   |                                               |
| 若菜くみ        | 6월 27일  | 치바현 이치카와시          | 히지가쿠엔                           | 젊고 신선하고 예술의 길을 정진하도록 | 스즈케이             | 여역 | 1982년   |                                               |
| 와카나 쿠미     | 6월 27일  | 치바현 이치카와시          | 히지가쿠엔                           | 젊고 신선하고 예술의 길을 정진하도록 | 스즈케이             | 여역 | 1982년   |                                               |